# Ipanema (rivier)
De Ipanema is een rivier die door de Braziliaanse staten Pernambuco en Alagoas stroomt. De rivier ontspringt in de gemeente Pesqueira en stroomt dan naar het zuiden, waar zij in de São Francisco uitkomt.

## Zijrivieren
De belangrijkste zijrivieren zijn:
| Linkeroever                                                                       | Rechteroever                                               |
| --------------------------------------------------------------------------------- | ---------------------------------------------------------- |
| - Riacho do Mororó - Riacho Mulungo - Riacho do Pinto - Riacho Mandacaru - Topera | - Rio dos Bois - Riacho de Luíza - Cordeiro - Dois Riachos |

De belangrijkste zijrivier is de Cordeiro.

## Stroomgebied
De Ipanema stroomt door de volgende gemeenten (het teken ° geeft aan dat de rivier door de hoofdplaats van de gemeente stroomt):
| - Arcoverde - Alagoinha° - Bom Conselho - Buíque° - Caetés - Iati° - Ibimirim | - Itaíba° - Manari - Paranatama - Pesqueira° - Saloá° - Tupanatinga° - Venturosa° |

## Reservoirs
In de rivier zijn met stuwdammen 5 reservoirs aangebracht voor de drinkwatervoorziening:
| Naam       | Capaciteit (m³) | Gemeente         |
| ---------- | --------------- | ---------------- |
| Arcoverde  | 16.800.000      | Buíque, Pedra    |
| Ingazeira  | 4.800.000       | Pedra, Venturosa |
| Ipaneminha | 3.900.000       | Pesqueira        |
| Mororó     | 2.929.682       | Pedra            |
| Mulungu    | 1.280.953       | Buíque           |